# Patinoire olympique de Boulogne-Billancourt
La Patinoire olympique de Boulogne-Billancourt est une patinoire basée à Boulogne-Billancourt. Inaugurée en 1955, cette patinoire connue sous le nom de « fédérale » fut le siège de la Fédération française des sports de glace pendant  quinze ans et fut à l'origine du développement  des patinoires dans les années 60  .

## Historique
Le patin à glace est une tradition à Boulogne : l'empereur Napoléon III féru de patinage fit aménager en 1852 le Grand Lac du Bois de Boulogne en patinoire. On s'y divertit toute la fin du XIXe siècle. La Société des Glacières de Paris en extrayait la glace jusque 1899. Début 1865, le Cercle des Patineurs, ancêtre de l'actuel Cercle du Bois de Boulogne, vit la construction d'un lac réservé au patinage, où se  déroulait la « Fête aux Patins ». Le 31 décembre 1897 un arrêté réserva la moitié du lac inférieur du Bois de Boulogne, au patinage.
Lorsque  le Vel'd'Hiv de Paris  fut fermé en 1951, Jacques Lacarrière, président du Comité national de hockey sur glace, et son ami Georges Guérard, le président de la fédération de tutelle des sports de glace, décidèrent de la construction d'une patinoire destinée à leur fédération dans la ville de Boulogne-Billancourt dans la proche banlieue de Paris où se trouvait le siège des Glacières de Paris. La glace de la piste de patinage était acheminée par un conduit souterrain des Glacières de Paris jusqu'à la patinoire au numéro 1 de la rue de Victor Griffuelhes de Boulogne Billancourt. La patinoire « fédérale » de Boulogne-Billancourt fut inaugurée le 21 décembre 1955.
Plusieurs clubs de hockey vinrent dans cette patinoire : ACBB, US Métro, Club des sports de glace de Paris, Paris hockey club, Club de la police (ASPP), ainsi que des clubs de patinage artistique comme la très renommée Ecole de Glace du Paris Olympique Club dirigé par Catherine Lemen. Plusieurs étoiles de la glace et du hockey vinrent s'y entraîner, tels que Alain Giletti, Alain Calmat ou Patrick Péra.
A cause du coût jugé trop élevé pour la maintenir en état, la patinoire ferme définitivement le 1er octobre 2024, malgré la création d'une association citoyenne qui a lutté contre cette fermeture.

## Clubs résidents
- Ecole de Glace de la patinoire de Boulogne (patinage artistique, ballet sur glace, patinage synchronisé)
- Athletic Club de Boulogne Billancourt, section hockey sur glace
- Athletic Club de Boulogne Billancourt, section sports de glace (patinage artistique, danse sur glace)

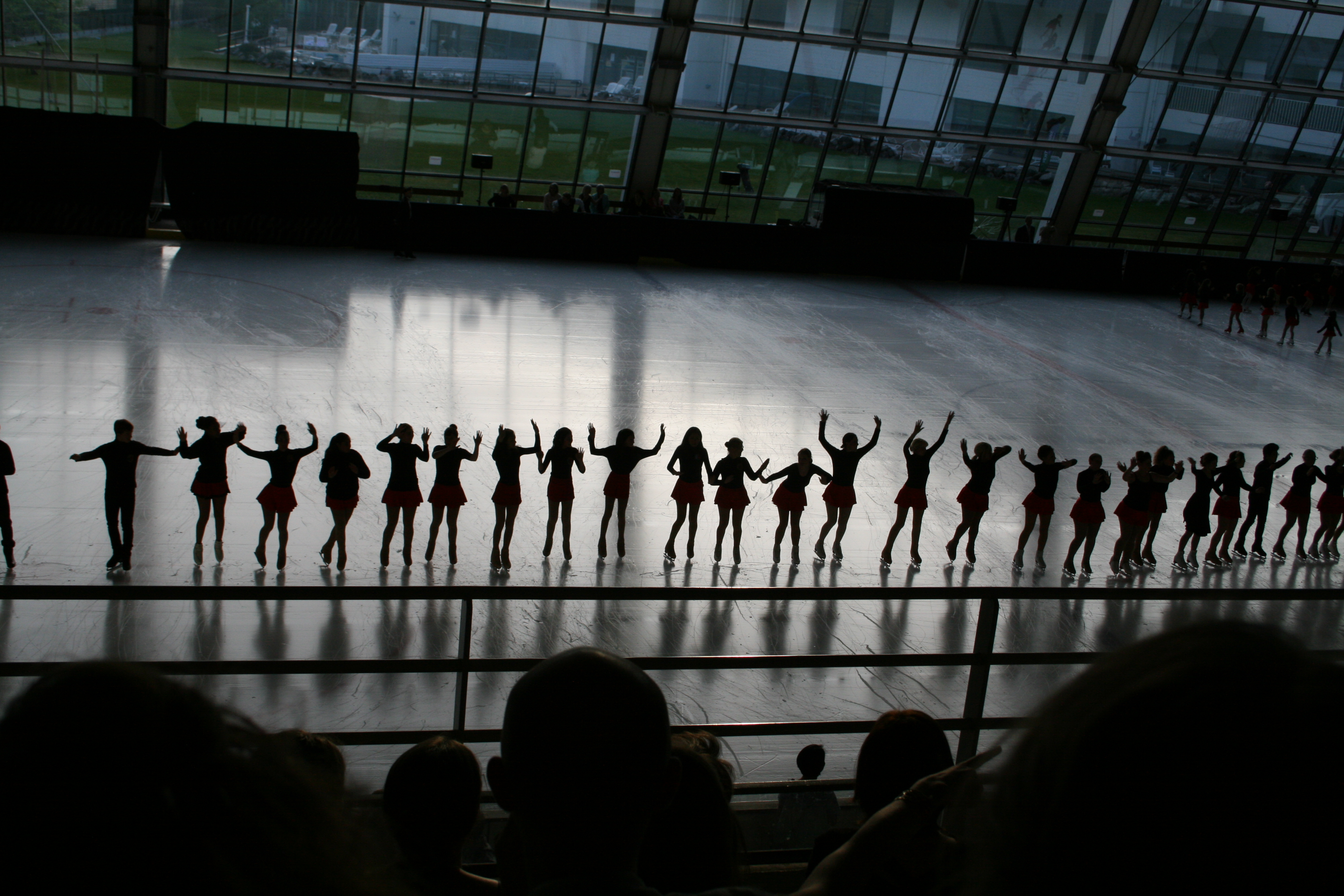
Gala 2018 de l'Ecole de Glace (défilé d'entrée)
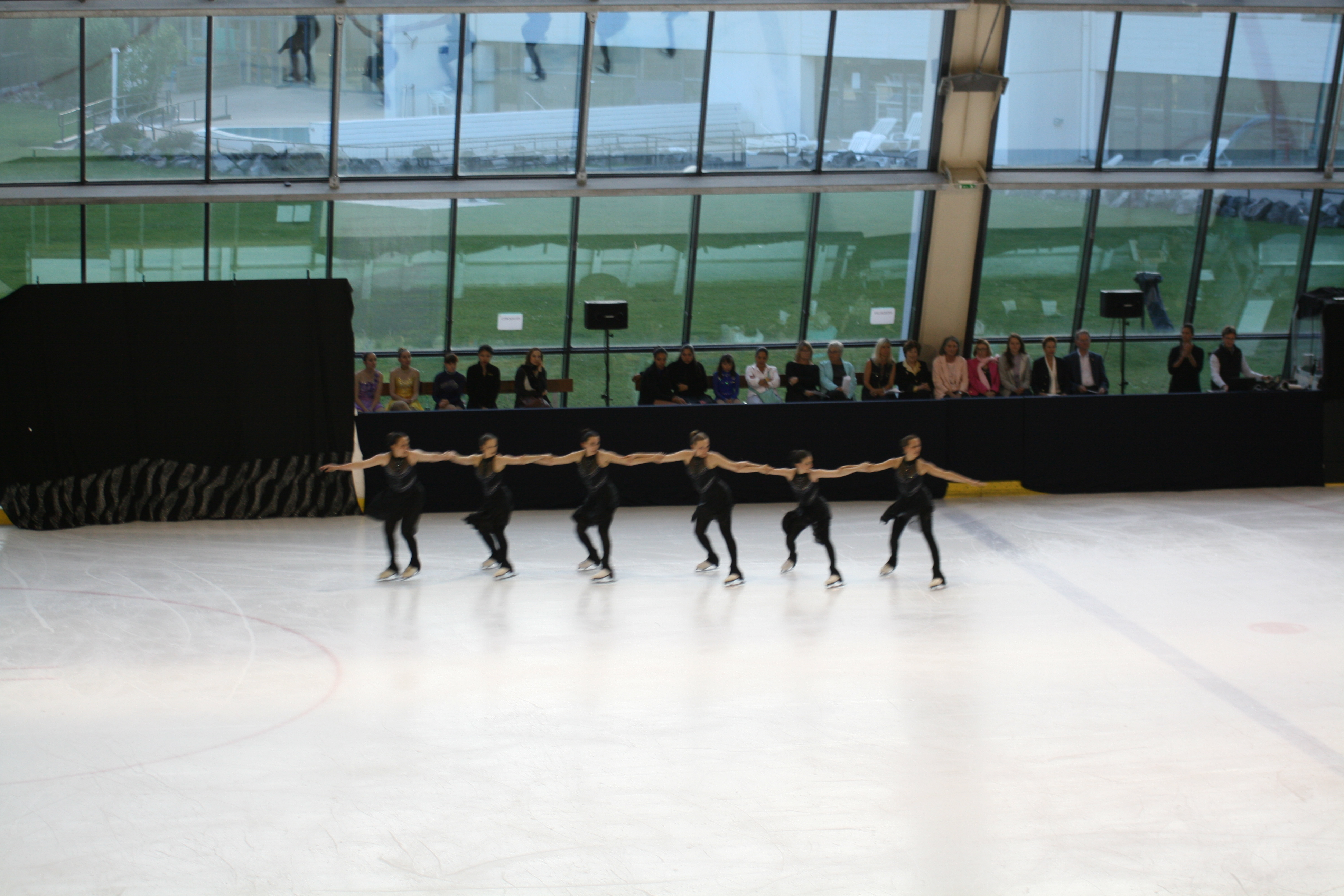
Gala 2018 de l'Ecole de Glace (chrorégraphie de groupe)
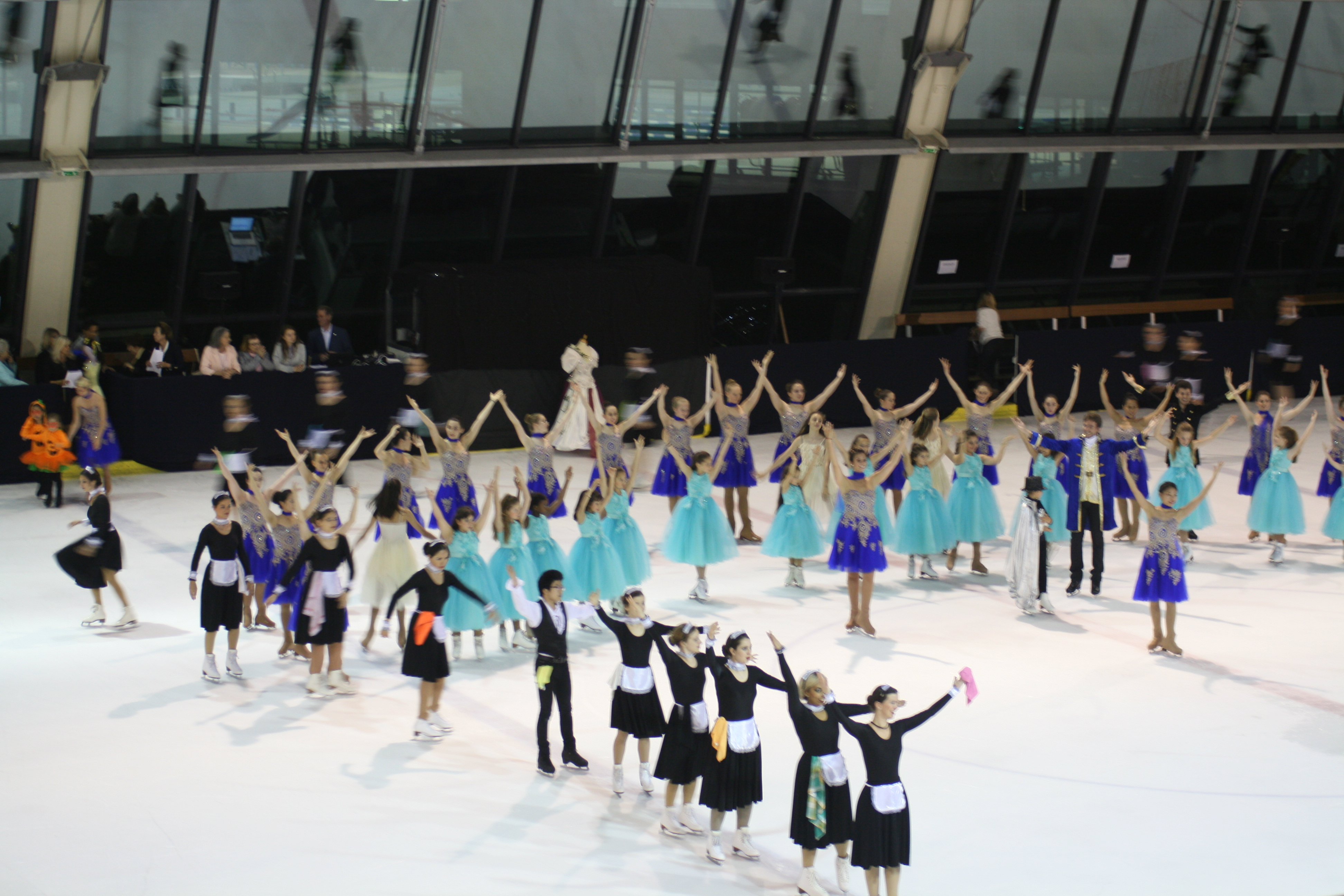
Gala 2018 de l'Ecole de Glace (défilé final)
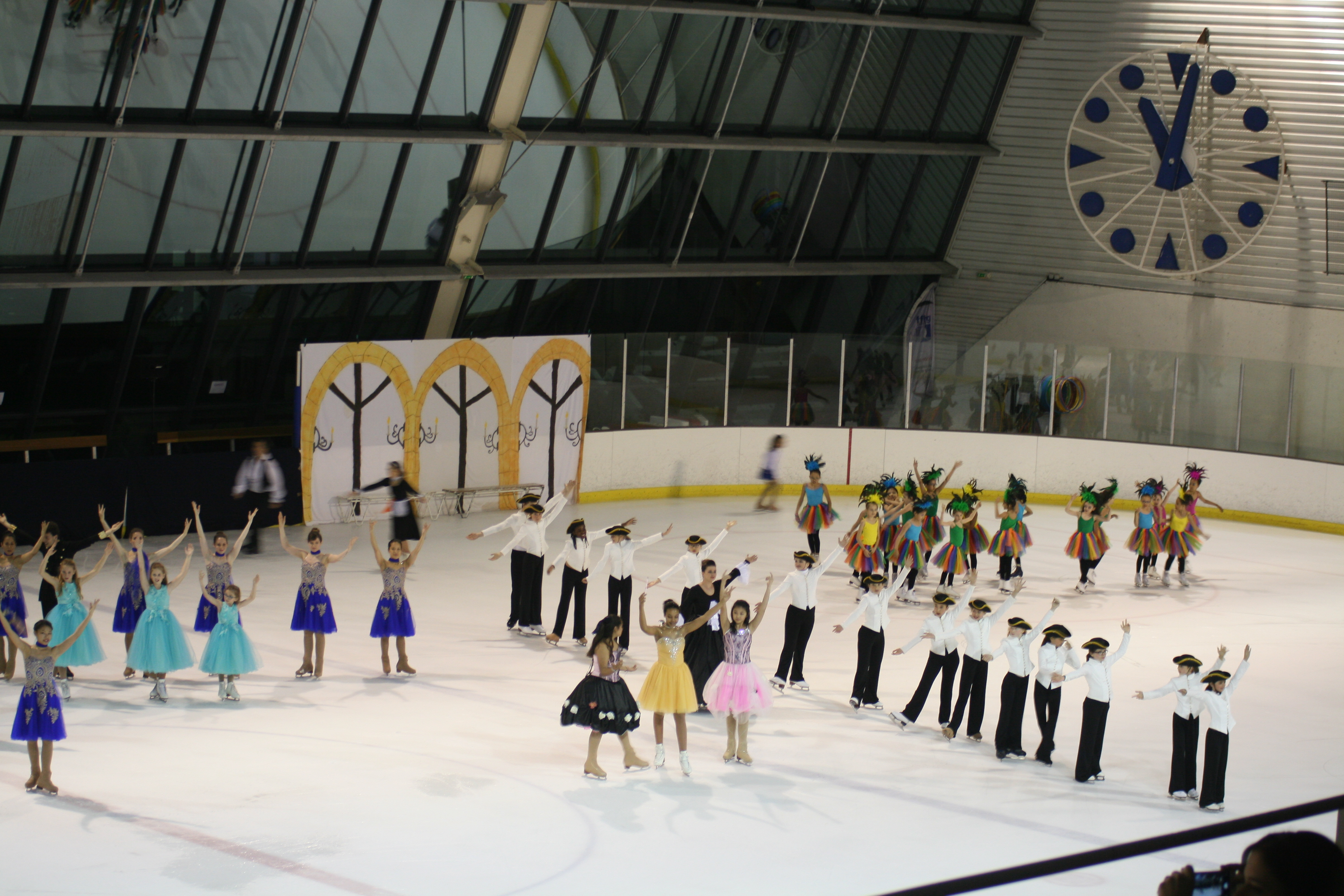
Gala 2018 de l'Ecole de Glace (défilé final)

## Compétitions
La patinoire a accueilli plusieurs championnats de France de patinage artistique : en 1956, 1957, 1958, 1959, 1960, 1961, 1962, 1963, 1964, 1965, 1966, 1967, 1969, 1970, 1971 (uniquement en danse sur glace) et 1974.